# Giftoman

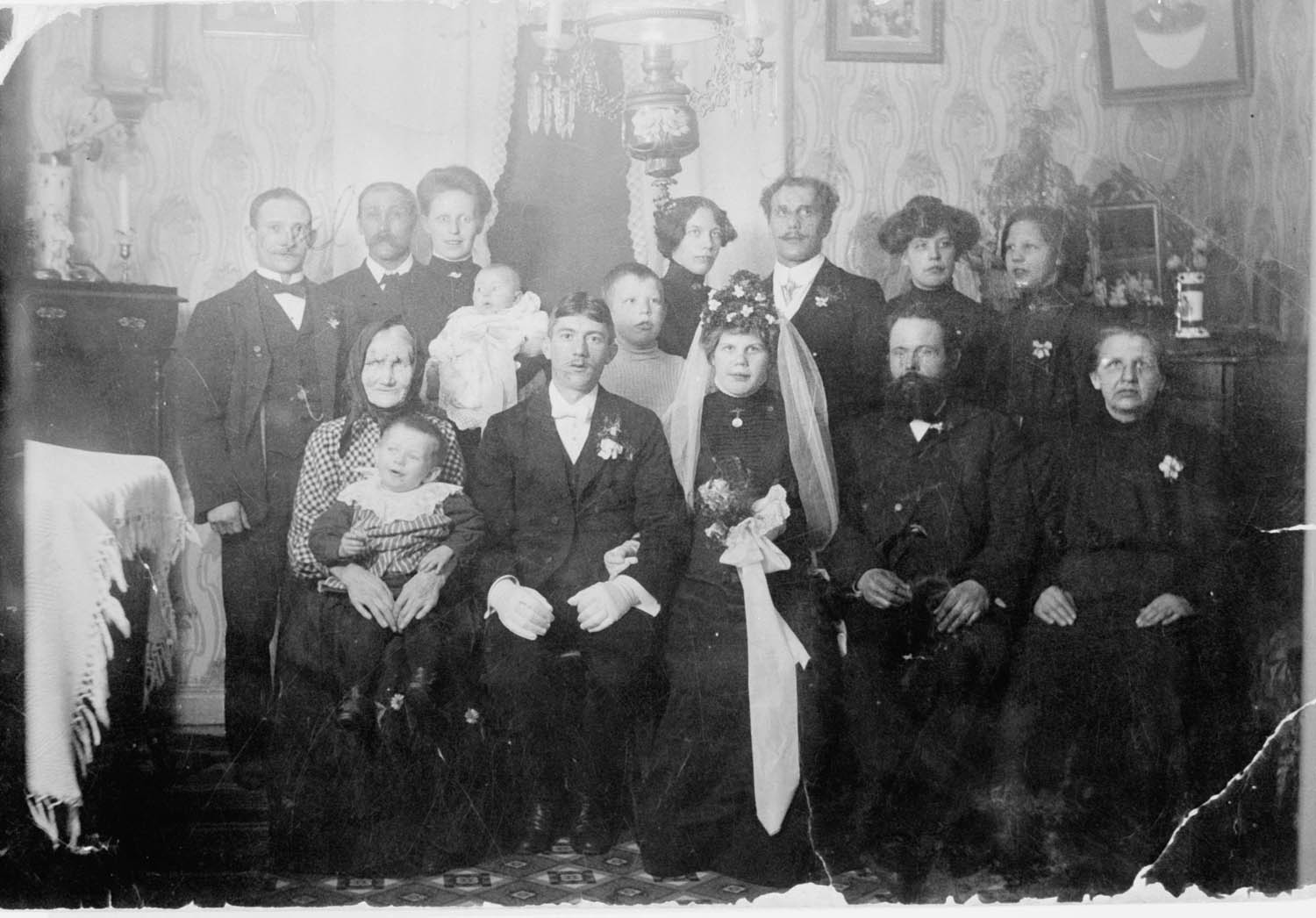
Vigselbild från Silverdalen från 1890-1910.

Giftoman var i äldre svensk lag den person som bestämde över, och beviljade en kvinnas giftermål. Kvinnor var omyndiga och lagen krävde att fadern eller annan nära släkting skulle godkänna den tilltänkta fästmannen och ingående av äktenskap.

## Historik
Giftomannens uppgifter fanns inskrivna i svensk lag redan under medeltiden. Han var den person som bestämde över en kvinnas giftermål och som förrättade den högtidliga handling som vid denna tid gällde som vigsel.
I giftermålsbalken av 1734 års lag, som till stora delar gällde fram till 1920, står skrivet vem som kan vara giftoman och vilka rättigheter och skyldigheter han hade. Giftoman var i första hand kvinnans förmyndare, vanligtvis fadern. Om fadern var död blev modern, eller annan nära släkting giftoman. Det var till giftomannen en fästman var skyldig att vända sig för att be om sin fästmös hand. Giftomannen hade sedan att ge sitt samtycke, eller ej. Han kunde dock inte tvinga en kvinna till giftermål mot hennes vilja. I lagen står "Ej må någor til giftermål twingas; utan bör så qwinnans, som mannens friwillige ja och samtycke giftermålet fästa".  Om man kommit överens om giftermål var giftomannen skyldig att närvara vid fästningen tillsammans med fyra vittnen; två från kvinnans sida och två från mannens. Därefter förband man sig skriftligen till äktenskap och giftomannen lämnade ett så kallat giftomansintyg. 
I början av 1900-talet krävdes fortfarande giftomannens godkännande för omyndig kvinna (under 21 år) och efter 1916 även för omyndig man. I dagens äktenskapsbalk finns ingen giftoman.